# Napló apámnak, anyámnak
A Napló apámnak, anyámnak 1990-ben bemutatott színes, magyar filmdráma, Mészáros Márta rendezésében. A Napló-trilógia utolsó része.

## Történet
Julit Moszkvában éri az 1956-os forradalom híre. Ott tanult. Szülei kinn éltek (Apja a személyi kultusz áldozata). János itthon tevőleg/aktívan vesz részt az eseményekben. Magda elvtársai elmenekülnek. Juli november 4-én tér haza. Nem "ellenforradalmat" lát, ahogy a kormány állítja. János "ellenforradalmár", körözött személy lett. Ausztriába menekülnek majd hazatérnek. Kezdődnek a letartóztatások.

## Szereposztás
| Szereplő      | Színész                                         |
| ------------- | ----------------------------------------------- |
| Juli          | Czinkóczi Zsuzsa                                |
| János         | Jan Nowicki (magyar hangja: Végvári Tamás)      |
| Ildi          | Bánsági Ildikó                                  |
| Vera          | Törőcsik Mari                                   |
| Natasa        | Kováts Adél                                     |
| Erzsi         | Kútvölgyi Erzsébet                              |
| Anna Pavlovna | Irina Kuberskaya (magyar hangja: Szegedi Erika) |
| Magda         | Anna Polony (magyar hangja: Földi Teri)         |

## Díjak
- Viareggio EuropaCinema (1990):[3]
  - Legjobb film díja
  - Legjobb női alakítás  díja Czinkóczi Zsuzsának

## Fordítás
- Ez a szócikk részben vagy egészben  a   Diary for My Mother and Father című angol Wikipédia-szócikk fordításán alapul.  Az eredeti cikk szerkesztőit annak laptörténete sorolja fel. Ez a jelzés csupán a megfogalmazás eredetét és a szerzői jogokat jelzi, nem szolgál a cikkben szereplő információk forrásmegjelöléseként.